# William C. C. Claiborne
William C. C. Claiborne (Sussex megye, 1775. augusztus 13. – New Orleans, 1817. november 23.) az Amerikai Egyesült Államok szenátora (Louisiana, 1817).